# ON AIR (ゲーム)
『ON AIR』（オンエア）は、1999年3月5日にBROWNIE（ブラウニー）より発売されたアダルトゲーム。

## 概要
エルフの『同級生』シリーズの大ヒットに触発され、各ソフトハウスが開発・発売した亜種作品の1つ。テレビ局「桜木テレビ」（英称：Cherry Blossom TV。以降、「CBTV」）と同局を取り巻く「桜園町」を主な舞台として、主人公とヒロインたちの恋愛が描かれる。発売に際し、アダルトゲーム誌『BugBug』1999年3月号ではフルカラーページでの特集が4ページにわたって組まれ、本作の広告から続いてメインビジュアルを用いたポスターカレンダーが2ページ分にわたって付けられた。
シナリオはテレビアニメ『南国少年パプワくん』、『平成イヌ物語バウ』、『魔法陣グルグル』、『ぼのぼの』（1995年版）などに携わっていた脚本家の小松崎康弘、キャラクターデザインと作画監督は当時すでに高い人気を得ていたうえに後年でも広く活動していたアニメーターの木村貴宏が担当している。戯画の『ハーレムブレイド 〜The Greatest of All Time.〜』に続き、『同級生』タイプの作品を手がけたこととなる木村は、本作について「ストレートな恋愛シミュレーションをやってみたくて参加した」「舞台がテレビ局なので実際に取材に行ったり、チーフの方の車好きが反映されてるのでドリフトテクニックのビデオを見たり、なかなか資料集めに苦心した」と述べている。
ゲームシステムはマップこそトップビューではなくクォータービューで描かれているものの、建物や部屋への出入りのたびに発生する作中の時間経過がイベントの発生やヒロインとの恋愛に影響する点、場合によっては所持金が大量に必要となる点、セックスシーンへ突入するとヒロインの身体の各所をクリックして進めていくシステムへ変わる点などは、『同級生』シリーズのそれを踏襲している。また、通常マップでは移動し辛いというプレイヤーのために、『同級生2』のような縮小マップを用いた移動システムも搭載されているが、CBTVを取り巻く町並みではその広大さとクォータービューが災いして個々の建物の表示が非常に小さく見辛いものとなってしまっており、使うには『同級生2』のものより慣れを要する。
ゲーム内期間は7月1日から10月1日までの3か月間となっており、『同級生』タイプでは最長である。ただし、各ヒロインの攻略における必須イベントはこの期間を埋め尽くすほど多くはなく、通常の会話パターンもそれほど多くは用意されていないため、目当てのヒロインや攻略の進め方によっては非常に間延びした印象を受けることとなる。
登場ヒロインは15人となっているが、そのうちで主人公と惹かれ合った後にセックスを経てエンディングへ到達できるメインヒロインは、5人のみである。後のサブヒロイン10人はセックスまでは到達できるものの、そのうち9人はメインヒロイン5人の攻略を進めるための必須フラグ要員に過ぎず（各メインヒロインとのセックスを迎えるための条件には、各々に対応したサブヒロイン1人 - 3人とのセックスを先に完遂することが含まれている）、セックスの完遂後はモブキャラクターに等しい扱いとなり、エンディングも用意されていない。残り1人は、自分の攻略を進めたうえでどのメインヒロインも攻略できなかった時にのみエンディングへ到達できるという、隠しヒロインになっている。サブヒロインにもメインヒロインに引けを取らないシナリオやイベントが盛り込まれていたため、発売当時のアダルトゲーム誌にはこの仕様を悔しがる声も散見された。また、セックスシーンの大半では上記の踏襲に倣って主人公の身体はほとんど描かれず女性の身体だけが描かれているが、シナリオ本編に無関係な面々によるおまけHイベントでは女性の身体だけでなく相手の身体も描かれている。こういった違いについて、木村は「やっぱりH画面は、相手（男）がいる方が絵を作りやすいなー、と実感します」と述べている。
なお、原画作業段階での仮タイトルは『スキャンダル』であった。

## BROWNIEと修正パッチ
本作の開発と発売を担当したBROWNIEは、当時大阪市中央区南船場に存在していた株式会社アキュートのアダルトゲームブランドの1つであり、東京都品川区中延でU・Me SOFTの『DAWN*SLAVE』シリーズを開発していた有限会社ブラウニーとは無関係である。しかし、前者が公式サイトを開設しなかったことから、本作の発売後には前者と後者を同一と見なすユーザーが続出した。これを受け、後者は公式サイトのトップページ上で、前者とは無関係であることを告知するに至った。
本作発売後には、幾つか発覚したゲーム本編のバグに対し、修正パッチ「Onair102.exe」がGetchu.comやPC Angelの公式サイトで公開された。しかし、これを適用するとゲーム本編のバグが解消される代わりに、ゲーム立ち上げ時のメニューから選択できる「オープニング」の終了時にエラーダイアログボックスが表示されてゲーム自体が強制終了されてしまうという、新たなバグが発生する（ゲーム本編は、メニューから「スタート」や「ロード」を選択することでプレイ可能）。また、「Onair102.exe」に同梱の説明ファイル「説明文.doc」は、ハードやソフトを問わないプレーンテキスト形式ではなくWord 98形式で記述されていたため、ゲーム自体の対応OSであるWindows 95/98/98SE内のメモ帳はおろか、ワードパッドでも開くことができない。クイックビューアを用いることにより、テキスト部分が辛うじて読めるだけであった。
その後、BROWNIEは以上の件を解消する新たな修正パッチや説明ファイルを公開しないまま、次回作『eve haze』の発売後に消滅した。ゆえに、オープニングは修正パッチを適用する前に見ておく必要がある。

## あらすじ
6月27日。主人公の大原真一は、大学卒業後から通い慣れていた職安を訪れる。珍しく空いていたため、求職票に記入するより受付嬢と直接話して仕事を紹介してもらおうと考えた真一は、就職氷河期を舐め切った物言いが災いして彼女に蹴り倒されてしまうが、その際に彼の右手は偶然にもCBTVのアルバイト募集チラシを握り締めていた。チラシに書かれていた華やかな内容から、キャスターや女優、果てはスーパーアイドルといった美女たちとの出会いを妄想した真一は即座に応募し、運良く採用される。
そして、アルバイト初日の7月1日。真一が自宅で目覚めたのは、出社を約束した午前7時をはるかに過ぎた、午前9時であった。

## 登場人物
声優名は非公表。

### 主人公
大原 真一
姓名は変更可能。マンション住まいかつこの春に大学を卒業した身であるにもかかわらず、まだ就職していないうえに甘えた物言いが抜けない、能天気な青年。職安では受付嬢に蹴り倒されるほどであったが、その際に偶然握り締めていたチラシがきっかけとなり、募集元のCBTVで照明スタッフのアルバイトに勤しむこととなる。アルバイト初日こそ寝坊で遅刻して良一に大目玉を食らってしまうが、それ以降は日々の仕事に励む一方でヒロインたちとの交流を深めながら、人間的に成長していく。
ゲーム本編では眼が前髪で隠れており、表情も口元以外はわかりにくいが、設定資料には糸目で笑う顔が描かれている。

### メインヒロイン
全員がCBTVの人気キャスターでもある。
桜木 澪（さくらぎ みお）
23歳。腿まで届く黒髪と、それに結んだ黄色いリボンが特徴。CBTVの社長令嬢であるが、それを鼻にかけない努力家でもある。アルバイト初日から良一に怒鳴られて頭を何度も下げる真一の姿をつい笑ってしまうが、そんな自分を嫌悪してキャスター業の本番終了直後にはスタジオの隅に居た彼のもとを訪れて直に頭を下げて謝るなど、健気な面も持つ。
攻略に必要なサブヒロインは、恵・翼・真理奈。
大原家の真一のベッドにおける彼とのセックスシーンでは、他のヒロインとは違ってその事前や最中だけでなく、事後の余韻の中で眠りに就く姿も描かれる。これについて、木村貴宏は「こーゆカットがあると、ホッ、とします」と述べている。
橘 裕香（たちばな ゆうか）
22歳。外側に跳ねた長く赤い髪と、派手なボディコン系衣装が特徴。元レースクイーンであり、現在は国際A級ライセンスを持ったプロレーサーでもある。初対面の真一とすぐに打ち解けるなど、気風の良い性格であるが、強情な面も持つ。そのため、真一とのセックス当日には酒に強いにもかかわらず彼の前で酔っ払ったふりをして自宅へ連れ込み、ソファーでのセックスへ至る。
攻略に必要なサブヒロインは、舞・珠恵・京。
シナリオの関係上、局内でのキャスター業だけでなくラリー体験のロケシーンも細かく描かれていることについて、木村貴宏は「プロデューサーの趣味ですね。かなりの車好きのよーです」と述べている。
来生 麗子（きすぎ れいこ）
27歳。尻まで届く紫色のウェーブヘアと、腿の付け根までスリットの入ったロングスカートが特徴。真一との初対面時には彼を抱き締めて乳房で窒息させかけることもあるなど、豪快な性格であるが、キャスター業や掛け持ち中の女優業については厳しい。また、加齢による美貌の衰えを不安に思っていることが、真一との局外ロケ中や自宅謹慎中のセックスの際に明かされる。
攻略に必要なサブヒロインは、妙子・良子。
シナリオの関係上、背景の流用が効く局内でのキャスター業だけでなく背景を描き起こす必要があるロケへ出向くシーンもあることから、ロケ中の原画は他人に手伝ってもらい、それに木村貴宏が作監修正を入れる形で仕上げたものが多かった模様。
ステファニー・カーライル
25歳。銀色のショートヘアと、元スーパーモデルの過去を物語る長身が特徴。雰囲気こそ落ち着いて見えるが、自尊心が高いうえに表情も乏しく、真一に無茶を強いたり椅子の脚で彼の手を踏み付けながら鼻で笑うなど、わがままな性格。しかし、シナリオが進むうちに素直な面も見せ始め、ハリウッド女優への合格をきっかけに帰国後のホテルで真一とのセックスへ至ることとなる。
攻略に必要なサブヒロインは、翼・良子・キャロル。
ステファニーだけでなく本作のヒロインたちにキスシーンが多いことについて、木村貴宏は「このゲーム、キスシーンが多いです。…むずかしーです」と述べている。
鹿島 愛（かしま あい）
21歳。ボブカットヘアと、キャスターらしく凛とした衣装が特徴。衣装こそまとまっているが、素の容姿や性格はまだ幼さが抜けず、元気だけが取り柄。実力派キャスターを目指す新人であり、理想への憧れが先走るばかりの毎日を過ごしている。
攻略に必要なサブヒロインは、舞・恵。
女子社員寮の自室にまで侵入してきたストーカーに首を締められていたところ、駆け付けた真一が負傷しながらもストーカーを撃退してくれたことをきっかけに自室内で真一とのセックスへ至るが、その際に映る少女趣味の室内について、木村貴宏は「変な部屋です（笑）」と述べている。

### 隠しヒロイン
浅丘 静（あさおか しずか）
19歳。ツインテールの髪に結んだ黄色いリボンが特徴の、スーパーアイドル。多忙のあまり、普通の女の子に憧れている。
澪のシナリオでは、彼女を望まぬ婚約から救うために必要な存在となる。
攻略に必要なのは上述の通り、メインヒロイン5人を攻略できないこと。
静のもとへ押し寄せる大勢のファンの中には、木村貴宏自身も登場している。また、静のシナリオについて、木村は「この娘のシチュエーション、いいですね。いかにも『ラブ・コメ』っぽくて」と述べている。

### サブヒロイン
安藤 舞（あんどう まい）
20歳。ソープランドで人気の泡姫。ウェーブのかかった長い栗色の髪が特徴。初来店時に行為へ至らないまま酔い潰れてしまった真一を親身になって心配し、翌朝の目覚めまで待っていてくれるなど、優しい性格。とある夢を叶えるため、泡姫となった。
裕香と愛の必須フラグ要員。
悪質な中年客を真一が良一の策で撃退してくれたことから、自宅で真一との本気のセックスへ至る。木村貴宏が本作で最も気に入ったサブヒロインであり、『キムタカ3』では「『なごみ系』のキャラ、好きなタイプです」「えー、色々描きましたがいちばん好きなのは、なごみ系の舞さんです」と重ねて述べているうえ、入浴中の彼女を描き下ろしたイラストも添えている。
深草 妙子（ふかくさ たえこ）
20歳。桜木テレビ局の近くにあるスポーツジムのインストラクター。腰まで届く長いポニーテールの黒髪と、エアロビクスで引き締まった肢体が特徴。麗子の必須フラグ要員。特定の彼氏や恋人を作らず、気に入った相手となら誰とでも寝る女性なので、男性経験は豊富。
うめさんを助けるために真一と共にドブ川でズブ濡れとなった際に、宮下さんの家の浴室を借りる事になり、2人の服を洗濯洗濯する為に出掛けるうめさんに留守を任される。浴室には2人で入り、彼の身体を洗ううちに興奮した真一にバスタオルを剥ぎ取られ、襲われる形でセックスへ至る。その直前に扉から顔を出して浴室外の真一に冗談で手招きして誘惑するシーンでは「まだ胸は見せないで」というBROWNIEの注文に木村貴宏が応え、ラフ画から原画を起こす段階で腕のポーズが変更されている。
また、セックスの最中に真一が悪戯で浴室の窓を全開に開けられ、外からセックスをしている恥ずかしい姿が丸見えの状態で浴槽の縁に掴まっての背面立位で大声を堪えながら絶頂を迎えるシーンについては、木村に「ここ、人んちのお風呂なんですけど（笑）」と述べられている。二度目の絶頂では声を堪えることが出来なかったので、喘ぎ声に気付いた通行人にセックスをしている姿を目撃され、写真まで撮られてしまう。
後日、ジムを訪れた真一に「ジムのインストラクターとして一緒に働かないか？」と告白するがフラれてしまい、代わりにセックスフレンドとして付き合う事になる。２度目のデートでは真一に贈られた露出度の高いレオタードに着替えさせられると、その格好のまま夜の繁華街に連れ出されされる。繁華街では衆人環視の前で露出された胸を揉まれながらラブホテルに連れ込まれる。そんな恥ずかしい目に逢って感じている姿を同僚に目撃されてしまう。
佐久間 恵（さくま めぐみ）
24歳。CBTVのタイムキーパー。セミショートの赤い髪と大きな四角い眼鏡、黒いキャミソールと白いブラウス、そして首のペンダントが特徴。仕事上がりには裕香のシナリオにも登場する居酒屋で明るい大酒飲みと化すが、酒にはあまり強くない。その為、店で酔い潰れてはCBTVの仲間や知らない男に介抱されながらラブホテルに連れ込まれ、そのまま一夜を過ごす事が何度もあった。澪と愛の必須フラグ要員。酔い潰されホテルへと連れ込まれると、一晩中寝ることすら許されず様々な責めを与えられた件で肥田 俊夫とは仲が悪い
木村貴宏には「このキャラ、描きやすくて良かったんだけど…やはり、受けはイマイチのよーです」と述べられている。また、露天風呂で真一との混浴中に行うセックスの際には駅弁で彼に抱かれながら絶頂を迎える姿が描かれるが、これについても「いわゆる『駅弁』なんですが…むずかしいです」と述べられている。
白鳥 翼（しらとり つばさ）
23歳。CBTVの受付嬢。腰まで伸ばしたストレートヘアが特徴。明瞭な物言い以外は落ち着いて見えるが、実は頑固な面も持つ。お世辞にも美人とは呼べない巣呉井 香（すごい かおり）と共に、玄関ロビーで関係者や来客の応対を担当している。
澪とステファニーの必須フラグ要員。
局内へ立て篭もった銀行強盗の人質となっていたところ、潔のお陰で生じた隙に突入してきた真一に救われ、夜の病院で気絶から目覚めるまでの彼を看病していたことをきっかけにベッドで真一とのセックスへ至るが、その際に仰向けの彼へ跨ってシーツ越しに盛り上がった股間を握る姿は、木村貴宏に「手が、積極的ですね（笑）」と述べられている。
如月 真理奈（きさらぎ まりな）
29歳。CBTVの社長秘書。毛先を揃えたセミロングヘア、落ち着いた雰囲気、そして左眼傍の泣きボクロが特徴。実は弟に先立たれた身であり、真一に彼の姿を重ねて見ている。自宅は山間にあり、CBTVから自動車で2時間もかかる。
澪の必須フラグ要員。澪のシナリオでは、彼女を望まぬ婚約から救うために必要な存在となる。
通勤中に自動車が事故で動かなくなって携帯電話も通じず遭難していたところへ、真一が独断で駆り出させたヘリコプターからロープで単身降下してくれたことをきっかけに草むらの上で彼とのセックスへ至るが、内心では真一の抱えた澪への想いを察しており、その後日には彼女の婚約のことを大原家へ電話で伝え、自分は身を引く。
田村 良子（たむら りょうこ）
21歳。CBTVでメイクアップアーティストを目指す眼鏡っ娘。ウェーブのかかったショートヘア、少し太めな身体、そして両腕では隠し切れずハミ出る巨乳が特徴。相当なドジでもあり、良一からは「良ちゃん」と呼ばれている。隠しヒロインの中で唯一、交際している彼氏がいる。Hシーンでは彼氏に仕込まれたフェラと巨乳使ったパイズリを主人公に披露する。
麗子とステファニーの必須フラグ要員。
メイクルームで真一にメイクの実験台を頼んだり彼に押し倒されたことをきっかけに真一とのセックスへ至るが、その際に期待を込めた表情で彼を見上げる姿は、木村貴宏に「こーゆーのは、私のツボかな?」と述べられている。また、事後に全裸でうつ伏せながら微笑む姿は、「キャラも、けっこー好きなタイプ。…や、デカいから、とかじゃなくて（笑）」と述べられている。
轟 珠恵（とどろき たまえ）
22歳。プロレーサーを夢見る桜園町の影番。尻まで届く緑色の長髪、左耳に着けた3個の大きなピアス、そして赤を基調にしたレーシングスーツが特徴。気風は良いが、内気な男は大嫌いな性格。
裕香の必須フラグ要員。
サーキットで真一に愛車のドリフト走行を体験させる際、運転席の彼の上から座って教える密着状態で運転したため、途中から堪らず勃起した真一に驚いて緊急停車させたことをきっかけに自分も欲情して彼とのカーセックスへ至るが、その際には抜群のプロポーションを誇る肢体の下腹部にチョウの刺青を入れていたことが明かされる。
キャロル・ガードナー
21歳。英会話教室「MOVA」桜園駅前校の女性教師。カリフォルニア州出身で、ウェーブのかかった長い金髪とそばかす、スーパーモデル級の肢体が特徴。頓珍漢な日本語で喋るが、明るく熱心な性格であり、真一への授業も実質マンツーマンで行う。
ステファニーの必須フラグ要員。
英語検定に合格した真一がそのことを報告に訪れたことをきっかけに、そのご褒美も兼ねて教室で彼とのセックスへ至るが、正常位に備えての開脚シーンでは木村貴宏が描いたラフ画にBROWNIEから「もうちょっとだけ、胸大きくお願いします」との注文が添えられており、木村もそれに「…まだまだ修行が足りません（笑）」と答えている。
塚田 京（つかだ きょう）
25歳。桜園町の暴力団「塚田組」の女親分。色白な素肌と、紫を基調にした着物が特徴。昔気質の男勝りな任侠心を重んじており、惚れた男には身も心も捧げて、相手に尽くす情熱的な性格。勝負運があり、賭け事やギャンブルに強く負け知らず。子分たちを率いる一方、空き時間にはパチンコも嗜んでいる。
裕香の必須フラグ要員。
対立関係にある「松本組」との麻雀勝負では利き腕を怪我した自分の代わりに代打ちを務め、最後までイカサマを使わずに正々堂々と戦い勝利してくれた真一の姿に惚れる。塚田組で祝宴を開く直前に自室へ彼を招き入れてセックスへ至るが、その際には真一への熱い想いから畳の上へ脱ぎ捨てた自らの着物や襦袢の上へ構わず横たわり、彼の性技の虜となりながら処女を捧げる姿が描かれる。
「松本組」との麻雀勝負の際にイカサマを使うと不正を指摘され、その場で反則負けになる。その後は約束に従い、塚田組を傘下にした松本組の組長専属の娼婦になる事を受け入れ、松本組の組員と自分を慕う子分たちが見ている前で裸になり、外された塚田組の看板の上で松本組の組長に抱かれ処女を散らされる。

### その他
全員を挙げると膨大な人数になるため、基本的にはプロローグのオート移動中に登場する面々のみを記述する。なお、この面々はBROWNIEから送られたイメージラフを、木村貴宏がリライトする形でデザインされている。
職安のお姉さん
本名は不明。真一が訪れた職安の受付嬢。オールバックの髪型に眼鏡をかけた皮肉屋でもあり、プロローグでは能天気な真一にブチ切れ、「開脚反転キック」を撃ち込んだうえにスラングを吐き捨てる。
相良 良一（さがら りょういち）
CBTVの制作チーフ。いつも険しい表情をしており、仕事には非常に厳しいが、面倒見が良く豪快な性格の中年男性。真一とはアルバイト面接時からの縁であり、局内での上司に当たる。また、舞のソープランドの常連客でもあり、上記の性格から真一のアルバイト初日には自分の奢りで彼の歓迎飲み会を開くうえ、酔った勢いで真一を舞のソープランドへ連れていく。
立場上、ほとんどのヒロインのシナリオに何かしらの形で関わることとなる。
溝辺 猛（みぞべ たけし）
CBTVのAD。金髪に野球帽を後ろ被りにした、面倒見の良い青年。AD暦は3年目。
山瀬 信二（やませ しんじ）
CBTVのAD。童顔で陽気な青年。猛とは違い、真一のアルバイト初日にADとなったばかりの新人。
牧村 聡（まきむら さとし）
CBTVの看板キャスター。人柄が良く、誰からも親しまれている美青年。
宮下 潔（みやした きよし）
CBTVの守衛。良い人であるが、時々精神だけはどこかへ旅立ってしまう老人。
翼のシナリオでは、銀行強盗の人質にされた彼女を警察官やうめの制止を振り切ってでも救おうと奮い立つなど、翼のことを孫同然に可愛がっていることが明かされる。
宮下 うめ（みやした うめ）
CBTVの社員食堂のまかない婦。潔の妻でもある。気立ての良い老女。
妙子のシナリオでは、乗っていた自転車が暴走したことで真一と彼女をドブ川でズブ濡れにさせてしまい、2人へ自宅の風呂を提供することとなる。
肥田 俊夫（ひだ としお）
CBTVの機材調整スタッフ。捻くれた性格と制服いっぱいの肥満体を併せ持つ青年。主調整室に常駐していなければならない身であるが、買い食いに抜け出していることが多い。忘年会で佐久間 恵を強い酒を飲ませ、酔い潰してホテルに連れ込んだ件が発覚してから仲が悪くなった。
綾小路 夏彦（あやのこうじ なつひこ）
CBTVのディレクター。聡に劣らない美青年であるが、他人を見下すキザな性格で嫌われ者。実家は旧華族の金持ちであり、良一いわく「良いところのぼんぼん」。
早乙女 司（さおとめ つかさ）
CBTVの広報部長。真一を紹介した良一を叱り付けるなど、ヒステリックな眼鏡女性。真一いわく、「典型的なお局さま」。
伊藤 美智子（いとう みちこ）
CBTVの営業社員。役職に不釣り合いな無愛想で有名な美女。
鶴見 理恵子（つるみ りえこ）
CBTVのレストルームに現れる眼鏡美女。情報通であるが、真一との会話の際には自分だけ喋ったり、その中に出てきた何気無い語句を卑猥に捉えて悦ぶ傾向を持つ。
いわゆる攻略お助けキャラクターであり、真一と会うたびにメインヒロイン5人の攻略に関する助言を与えてくれる。

## 関連書籍
キムタカ3
1999年12月25日に発行された、木村貴宏と彼の知人たち（UGEコネクション）による同人誌。本作の原画や設定資料で占められているほか、木村による描き下ろしイラストやコメントも掲載されている。同年12月26日には、コミックとらのあなをはじめ同人ショップでも発売された。